# Zé Ramalho
José Ramalho Neto, mais conhecido como Zé Ramalho (Brejo do Cruz, 3 de outubro de 1949), é um cantor, compositor e músico brasileiro. Em outubro de 2008, a revista Rolling Stone promoveu a Lista dos Cem Maiores Artistas da Música Brasileira, cujo resultado colocou Zé Ramalho na 41ª posição. Pelo lado paterno, é primo legítimo da também cantora Elba Ramalho.

## Juventude

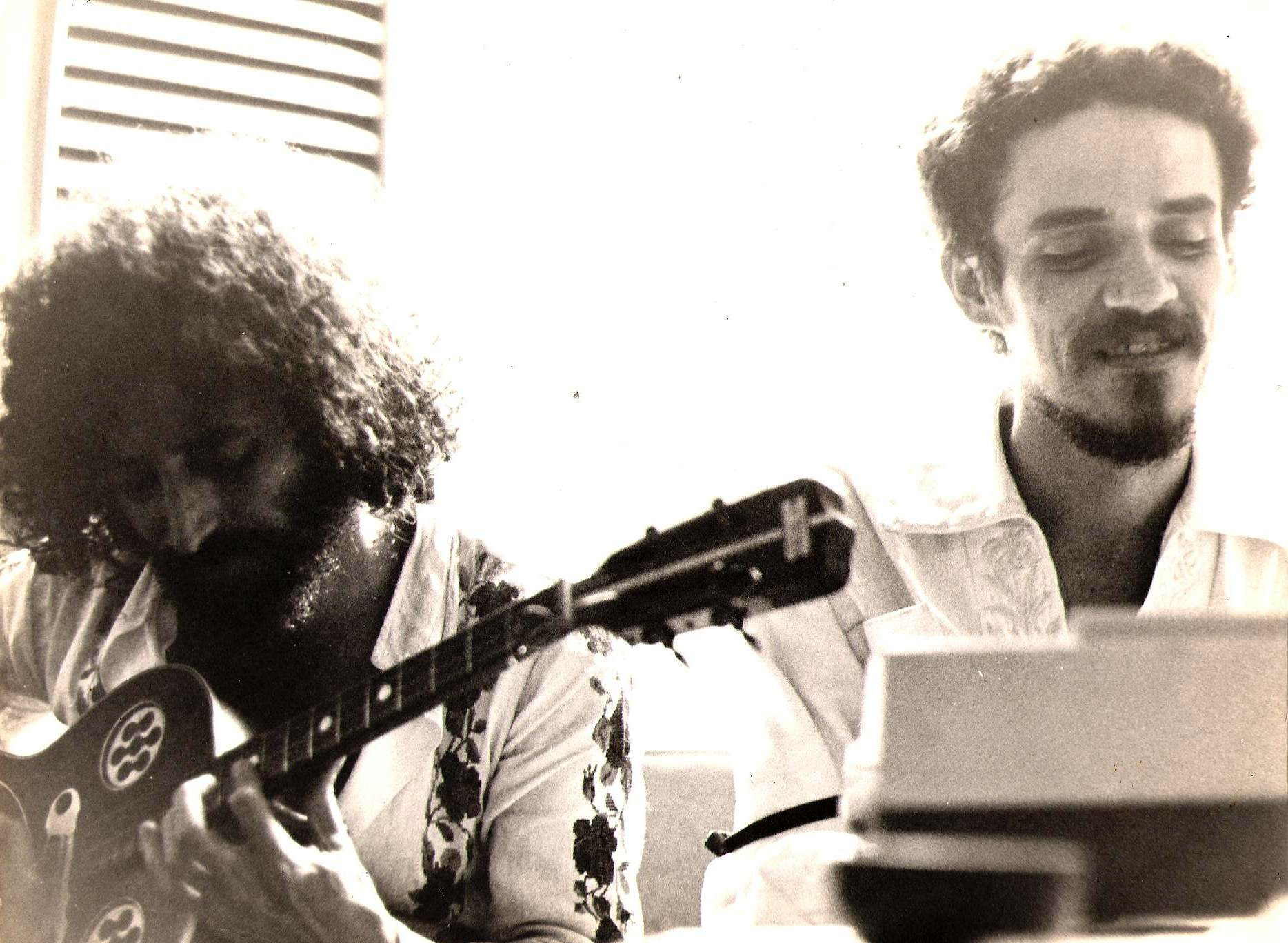
Zé Ramalho (à direita), na casa dos vinte anos, e Geraldo Azevedo, em foto dos anos 1970.

José Ramalho Neto nasceu em 3 de outubro de 1949 na cidade de Brejo do Cruz, no sertão da Paraíba, no Brasil, a 380 quilômetros da capital, João Pessoa, filho de Estelita Torres Ramalho, uma professora do ensino fundamental, e Antônio de Pádua Pordeus Ramalho, um seresteiro. Antônio afogou-se numa represa em Teixeira, sertão da Paraíba, ao sofrer uma cãibra na perna durante a travessia. Zé, que tinha dois anos e meio de idade, passou a ser criado pelo avô paterno. A relação entre os dois seria mais tarde homenageada na canção "Avôhai". Após passar a maior parte da sua infância em Campina Grande, sua família se mudou para João Pessoa. Zé ingressou no curso de medicina da Universidade Federal da Paraíba.
Assim que a família se estabeleceu em João Pessoa, ele participou de algumas apresentações de Jovem Guarda, sendo influenciado por Renato Barros, Leno e Lílian, Roberto Carlos, Erasmo Carlos, Golden Boys, Beatles, Rolling Stones, Pink Floyd e Bob Dylan.
Em 1974, seu primeiro filho com Ízis, Christian, nasceu. No total, são seis filhos dos relacionamentos com Ízis e Amelinha: Christian Galvão, Antônio Wilson, João Colares, Maria Maria, José Fontenele e Linda Fontenele Ramalho.
Antes de compor, ele escrevia versos de cordel.

## Carreira

### 1974–1975: Primeiros trabalhos

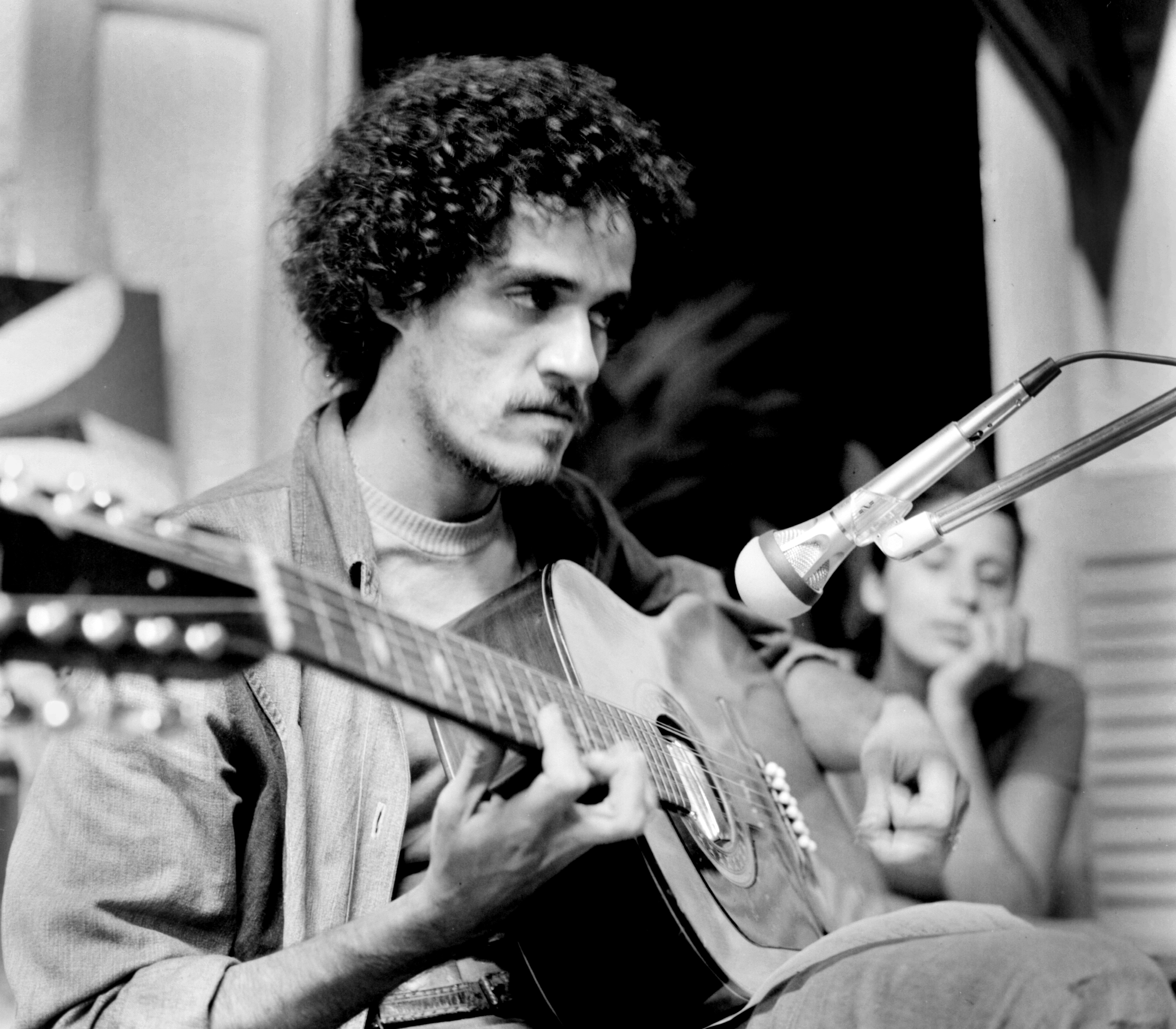
Zé Ramalho no começo dos anos 1970

Seu primeiro registro em disco foi a música "Made in PB", que saiu no disco No Sub Reino dos Metazoários, de Marconi Notaro, em 1973. No ano seguinte, tocou na trilha sonora do filme Nordeste: Cordel, Repente e Canção, de Tânia Quaresma. Na época, passou a misturar as suas influências: de Rock "n" Roll a forró. Um ano depois, gravou seu primeiro álbum, Paêbirú, com Lula Côrtes na gravadora Rozenblit. Hoje em dia, as cópias desse disco valem muito por serem raras.

### 1975–1984: Começo da carreira
Em 1976, deixou o curso de medicina e mudou-se para o Rio de Janeiro, onde tentou encontrar uma gravadora para lançar seu primeiro disco. Depois de ser dispensado por vários produtores e executivos, encontrou uma oportunidade com Jairo Pires, na época da CBS. Em 1977, gravou seu primeiro álbum solo, Zé Ramalho. No ano seguinte, seu segundo filho, Antônio Wilson, nasceu.
Em 1979, veio o terceiro filho, João, fruto de sua relação com a cantora Amelinha, e também o segundo álbum, A Peleja do Diabo com o Dono do Céu. Ainda neste ano, produz o álbum 20 Palavras ao redor do Sol, primeiro trabalho de Cátia de França. Mudou-se para Fortaleza em 1980, onde escreveu seu livro Carne de Pescoço. O terceiro álbum A Terceira Lâmina, foi lançado em 1981, ano em que nasceu sua primeira filha, Maria Maria; logo após, veio o quarto disco, Força Verde, em 1982.
Em 1983, após o lançamento do quinto álbum, Orquídea Negra, terminou sua relação com Amelinha Collares. Depois de gravar Pra Não Dizer que Não Falei de Rock (também conhecido como Por Aquelas que Foram Bem Amadas), no início do ano de 1984, casou com Roberta Ramalho prima de Amelinha, com quem é casado até hoje, com ela teve dois filhos: José e Linda.

#### Acusação de plágio
Zé Ramalho foi acusado na edição da revista Veja de 21 de julho de 1982 de plagiar na letra da canção "Força Verde", um texto de William Butler Yeats utilizado como introdução pelo roteirista Roy Thomas numa revista em quadrinhos do Hulk publicada no Brasil 10 anos antes pela GEA.

### 1985–1990: Queda na popularidade
Os anos 80 seriam palco de uma queda no sucesso de Zé Ramalho, com o lançamento dos álbuns De Gosto de Água e de Amigos (1985), Opus Visionário (1986) e Décimas de um Cantador (1987). Uma possível causa dessa fase ruim seria o uso de experimentalismo na música. Em 1990 e 1991, ele tocou nos Estados Unidos para um público brasileiro.

### 1991–2001: Volta ao sucesso

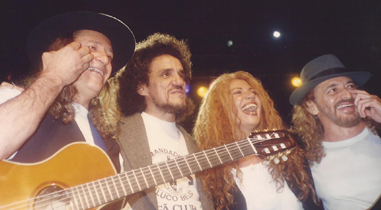
Foto retirada no show O Grande Encontro, em 1996.

Em 1991, sua única irmã, Goretti, morreu. Ainda assim, gravou seu décimo primeiro álbum, Brasil Nordeste (que continha regravações de músicas típicas nordestinas) e voltou ao seus tempos de sucesso. A canção "Entre a Serpente e a Estrela" foi utilizada na trilha sonora da novela Pedra Sobre Pedra. Em 1992, teve seu quinto filho, José, (o primeiro com Roberta), fato que foi seguido pelo lançamento do álbum Frevoador. Em 1995, nasceu a segunda filha: Linda.
Em 1996, gravou o álbum ao vivo O Grande Encontro com Elba Ramalho e os famosos nomes da MPB Alceu Valença e Geraldo Azevedo. No mesmo ano, lançou o álbum Cidades e Lendas.
O sucesso de O Grande Encontro foi grande o suficiente pra que Zé Ramalho decidisse gravar uma nova versão de estúdio em 1997, desta vez sem Alceu Valença. O álbum vendeu mais de 300.000 cópias, recebendo os certificados ouro e platina.
Para celebrar seus vinte anos de carreira, lançou o CD Antologia Acústica. A gravadora Sony Music também lançou uma box set com três discos: um de raridades, um de duetos e um de sucessos. A escritora brasileira Luciane Alves lançou o livro Zé Ramalho – um Visionário do século XX.
Antes do fim do milênio, um outro sucesso Admirável Gado Novo (primeiramente lançado no álbum A Peleja do Diabo com o Dono do Céu) foi usado como tema do líder sem terra Regino, personagem emblemático de Jackson Antunes na novela O Rei do Gado. Ele também lançou o álbum Eu Sou Todos Nós, seguido do Nação Nordestina, sendo que nesse último a música nordestina foi novamente explorada. O álbum foi indicado para o Latin GRAMMY Award de Melhor Álbum de Música Regional ou de Origem Brasileira.

### 2001–presente: O terceiro milênio

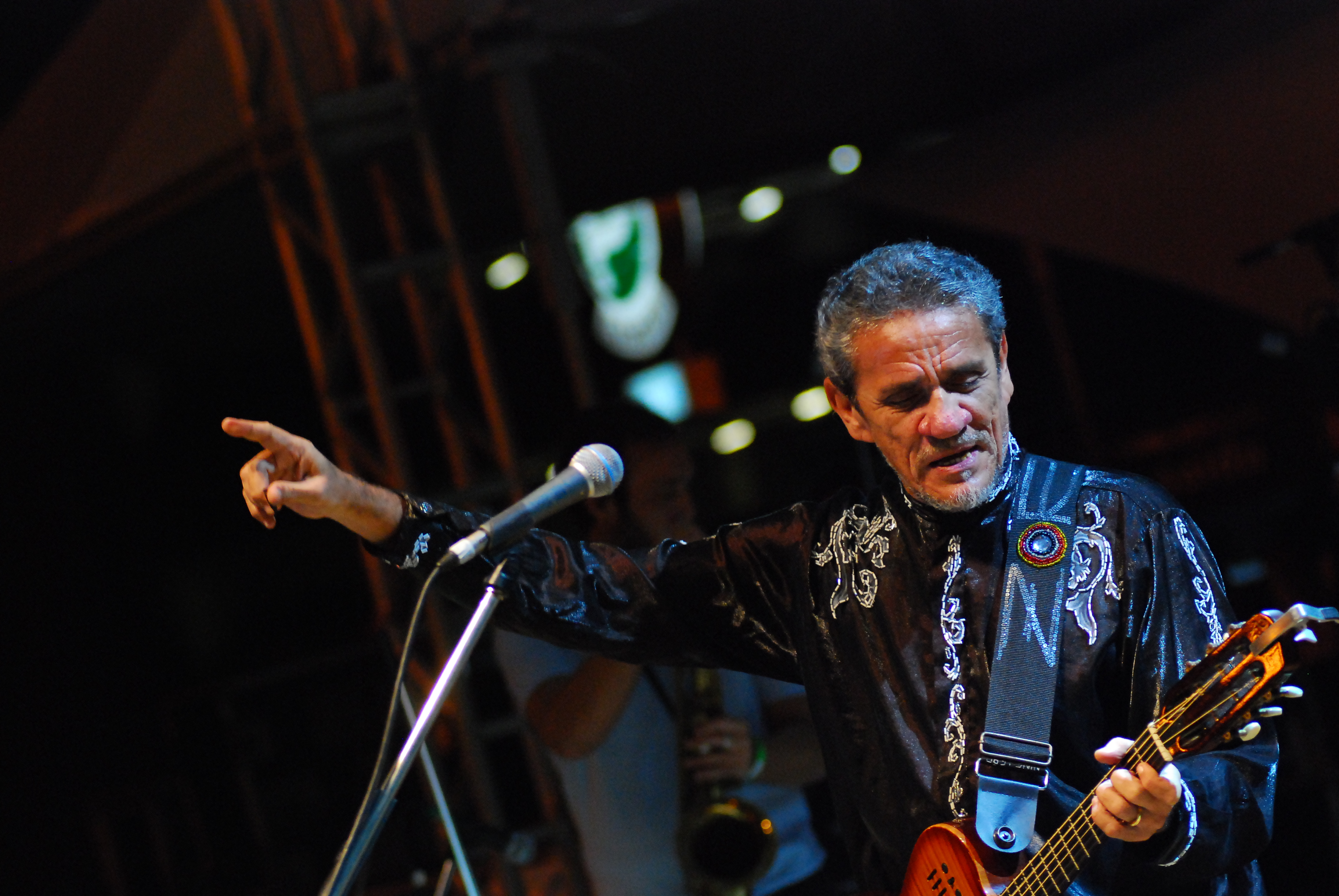
Zé Ramalho na Virada Cultural de São Paulo, em 2008.

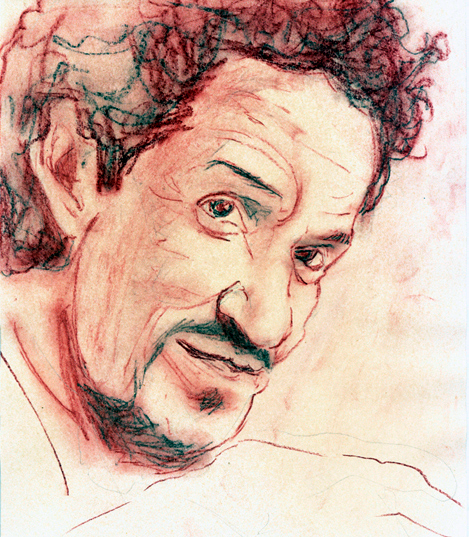
Zé Ramalho, retratado em ilustração de 2003.

O primeiro trabalho do século XXI foi o álbum tributo Zé Ramalho Canta Raul Seixas, com regravações de canções do músico baiano. Dividiu o palco com Elba Ramalho no Rock in Rio III. Em 2002, a Som Livre lança um CD de grandes sucessos chamado Perfil, parte da série Perfil. Também em 2002, veio o décimo sétimo álbum, O Gosto da Criação.
Em 2003, Estação Brasil, um álbum com várias regravações de canções brasileiras e uma inédita foi lançado. Fez uma participação especial na faixa "Sinônimos" do álbum Aqui o Sistema é Bruto, de Chitãozinho & Xororó.
Em 2005, gravou seu único álbum solo ao vivo, Zé Ramalho ao vivo. Seu mais recente álbum de inéditas Parceria dos Viajantes, foi lançado em 2007 e indicado para o Latin GRAMMY de Melhor Álbum de Música Popular Brasileira.
Em 2008, um álbum de raridades chamado Zé Ramalho da Paraíba foi lançado pela Discoberta, seguido de um novo álbum de covers Zé Ramalho Canta Bob Dylan - Tá Tudo Mudando, homenageando o músico americano.
Em 2009, um novo álbum de covers Zé Ramalho Canta Luiz Gonzaga foi lançado para homenagear o músico pernambucano.
Em 2010, continuou homenageando suas influências com o álbum Zé Ramalho Canta Jackson do Pandeiro.
Seu trabalho mais recente de covers é o álbum Zé Ramalho Canta Beatles, lançado em agosto de 2011, com regravações do Fab Four. É o seu quarto álbum de covers em três anos.
Em 2012, lançou o seu primeiro disco de inéditas em cinco anos, Sinais dos Tempos, por meio de sua nova gravadora própria, Avôhai Music.
No dia 22 de setembro de 2013, tocou ao lado da banda de metal Sepultura no palco Sunset do Rock in Rio 2013, no espetáculo que foi chamado de "Zépultura". O show foi bastante elogiado pela crítica, e agradou ao público presente. Vale lembrar que essa parceria já havia acontecido anteriormente, quando eles gravaram juntos a canção "A Dança das Borboletas" que fez parte da trilha sonora do filme Lisbela e o Prisioneiro (2003).
Em Novembro de 2014, Zé lançou um álbum ao vivo colaborativo com o cantor e violonista Fagner, intitulado Fagner & Zé Ramalho Ao Vivo.
No ano de 2017, lança Atlântida, álbum que recupera um show de 1974, quatro anos antes de Zé Ramalho se tornar um sucesso. Em 2019, edita o CD Cine Show Madureira (1979), em parceria com o selo Discobertas, de Marcelo Froés.

## Discografia

### Álbuns de estúdio
- 1975 - Zé Ramalho e Lula Côrtes / Paêbirú: Caminho da Montanha do Sol - (Solar/Rozenblit)
- 1978 - Zé Ramalho - (Epic/CBS)
- 1979 - A Peleja do Diabo com o Dono do Céu - (Epic/CBS)
- 1981 - A Terceira Lâmina - (Epic/CBS)
- 1982 - Força Verde - (Epic/CBS)
- 1983 - Orquídea Negra - (Epic/CBS)
- 1984 - Por Aquelas Que Foram Bem Amadas ou Pra não dizer que não falei de Rock - (Epic/CBS)
- 1985 - De Gosto de Água e de Amigos - (Epic/CBS)
- 1986 - Opus Visionário - (Epic/CBS)
- 1987 - Décimas de um Cantador - (Epic/CBS)
- 1992 - Frevoador - (Columbia/Sony Music)
- 1996 - Cidades e Lendas - (BMG)
- 1997 - 20 Anos: Antologia Acústica - (BMG)
- 1998 - Eu Sou Todos Nós - (BMG)
- 2002 - O Gosto da Criação - (BMG)
- 2003 - Estação Brasil - (BMG)
- 2007 - Parceria dos Viajantes - (Sony/BMG)
- 2008 - Zé Ramalho da Paraíba - (Discobertas/Coqueiro Verde)
- 2012 - Sinais dos Tempos - (Avôhai Music)
- 2022 - Ateu Psicodélico - (Avôhai Music)

### Coletâneas
- 2002 - Perfil
- 2007 - Zé Ramalho em foco

### Cover
- 1991 - Brasil Nordeste - (Columbia/Sony Music)
- 2000 - Nação Nordestina - (BMG)
- 2001 - Zé Ramalho Canta Raul Seixas - (BMG)
- 2008 - Zé Ramalho Canta Bob Dylan - Tá Tudo Mudando - (EMI)
- 2009 - Zé Ramalho Canta Luiz Gonzaga - (Discobertas/Sony)
- 2010 - Zé Ramalho Canta Jackson do Pandeiro - (Discobertas/Sony)
- 2011 - Zé Ramalho Canta Beatles - (Discobertas/Sony)

### Ao vivo
- 2005 - Zé Ramalho ao vivo - (Sony/BMG)
- 2014 - Fagner & Zé Ramalho Ao Vivo - (Sony Music)
- 2016 - Zé Ramalho Sinfônico - Ao Vivo - (Avôhai Music/Discobertas)[25]
- 2018 - Zé Ramalho na Paraíba - (Avôhai Music/Discobertas)

### Caixa
- 1996 - 20 Anos de Carreira (Sony Music)
- 2003 - Zé Ramalho (Sony Music)
- 2010 - A Caixa de Pandora - (Sony Music)
- 2016 - Voz e Violão - 40 Anos de Música - (Avôhai Music/Discobertas)[26]
- 2017 - Zé Ramalho Anos 70 (Avôhai Music/Discobertas)

### Participações
- Lordose pra leão - os pássaros não calçam rua
- Jorge Cabeleira - Jorge Cabeleira e o dia em que seremos todos inúteis
- Roberta de Recife - Nordestina
- Ricardo Vilas e amigos - Bem Brasil
- Waldonys - aprendi com o Rei vol.2
- Renato e seus Blue Caps - Renato e seus Blue Caps (1981)
- João do Vale - João do Vale (1981)
- Vários Artistas - Pirlimpimpim com a música Os Doze Trabalhos de Hércules (1982)
- Segredo de Estado - Segredo de Estado (1992)
- Glorinha Gadelha - tudo que ilumina (1993)
- Dorival Caymmi - Songbook Dorival Caymmi vol. 4 (1993)
- João Batista do Vale - João Batista do Vale (1994)
- Vários Artistas - Viva Gonzagão! É forró, é xote, é baião (1994)
- Jorge Mautner - Bomba de estrelas (1995)
- Zé Ramalho, Geraldo Azevedo, Alceu Valença e Elba Ramalho - O grande encontro (1996)
- Xuxa - Arraiá da Xuxa (1997)
- Dominguinhos & Vários Artistas - Dominguinhos e convidados cantam Luiz Gonzaga (1997)
- Falcão - A Um Passo da MPB (1997)
- Boca Livre - Boca Livre, 20 anos - convida (1997)
- André Luiz Oliveira - Mensagem de Fernando Pessoa (1997)
- Zé Ramalho, Geraldo Azevedo e Elba Ramalho - O grande encontro 2 (1997)
- Vários Artistas - Casa do forró - ao vivo (1998)
- Geraldo Azevedo - Raízes e Frutos (1998)
- Fagner - Amigos e Canções (1998)
- Alcymar Monteiro - Festa Brasileira (1999)
- Elba Ramalho - Solar (1999)
- Zeca Baleiro - Vô imbolá (1999)
- Marinês - Marinês & sua gente - 50 anos de forró (1999)
- Vários Artistas - Jackson do Pandeiro - revisto e sampleado (1999)
- Vários Artistas - O submarino verde e amarelo (2000)
- Vários Artistas - Reiginaldo Rossi - um tributo (2000)
- Vários Artistas - O melhor do forró no maior São João do mundo (2000)
- Zé Ramalho, Elba Ramalho, Geraldo Azevedo - O Grande Encontro 3 - ao vivo (2000)
- Vários Artistas - Forró Força Livre - vol 3 (2001)
- Vários Artistas - John Lennon - uma homenagem (2001)
- Gonzaguinha & Vários Artistas - Duetos com Mestre Lua (2001)
- Rastapé - Até o Dia Clarear (2002)
- Vários Artistas - Forró da feira 2 (2002)
- Vários Artistas - Lisbela e o Prisioneiro (Trilha Sonora) (2003)
- Jota Quest - Oxigênio (2003)
- Paulo Cesar Barros & Vários Artistas - Estrada (2004)
- Vários Artistas - Um barzinho, um violão - ao vivo (2004)
- Chitãozinho & Xororó - Aqui o Sistema é Bruto (2004)
- Léo e Bia - Léo e Bia 1973 - edição especial (2005)
- Os Paralamas do Sucesso - Brasil Afora (2009)
- Capim Cubano - Ao Vivo em João Pessoa - PB (2009)
- Andreas Kisser - Hubris I & II (faixa "Em Busca do Ouro") (2009)
- Vários Artistas - O Bem Amado (Trilha Sonora) (2010)
- Paula Fernandes - Meus Encantos (2012)
- Paula Fernandes - Encontros pelo Caminho (2014)

### DVD
- 2001 - Zé Ramalho Canta Raul Seixas: Ao Vivo
- 2005 - Zé Ramalho ao Vivo
- 2007 - Parceria dos Viajantes
- 2008 - Zé Ramalho Canta Bob Dylan - Tá Tudo Mudando
- 2009 - Zé Ramalho - O Herdeiro de Avohai - documentário
- 2014 - Fagner & Zé Ramalho Ao Vivo
- 2018 - Zé Ramalho na Paraíba

## Tele-temas
- 1982 - "São Sebastião do Rodeio", dueto com Zé Geraldo, tema de Paraíso
- 1982 - "Os Doze Trabalhos de Hércules", tema de Pirlimpimpim
- 1985 - "Mistérios da Meia-Noite", tema de Roque Santeiro
- 1985 - "Oh, Pecador!", dueto com Coral Seculo XX, tema de De Quina Pra Lua
- 1992 - "Entre a Serpente e a Estrela (Amarillo By Money)", tema de Pedra Sobre Pedra
- 1993 - "Sensual (Palácio Fácil)", tema de Fera Ferida
- 1996 - "Profetas", tema de O Fim do Mundo
- 1996 - "Admirável Gado Novo", tema de O Rei do Gado
- 1997 - "Avohai", tema de A Indomada
- 1999 - "O Que é Sympathia?", tema de Chiquinha Gonzaga
- 2001 - "Eu Nasci Há Dez Mil Anos Atrás", tema de Um Anjo Caiu do Céu
- 2001 - "Batendo na Porta Do Céu", tema de Picara Sonhadora
- 2004 - "Sinônimos", dueto com Chitãozinho & Xororó, tema de A Escrava Isaura
- 2005 - "Canção Agalopada", tema de Bang Bang
- 2005 - "Corações Animais", tema de Essas Mulheres
- 2006 - "Do Muito e do Pouco", dueto com Oswaldo Montenegro, tema de Bicho do Mato
- 2008 - "Sinônimos", dueto com Chitãozinho & Xororó, tema de A Favorita
- 2009 - "O Vento Vai Responder (Blowin' In The Wind)", tema de Caminho das Índias
- 2010 - "A Última Nau", tema de Tempos Modernos
- 2010 - "O Amanhã é Distante (Tomorrow is a Long Time)", tema de Araguaia
- 2011 - "Chão de Giz", tema de Cordel Encantado
- 2011 - "Mulher nova, bonita e carinhosa", tema de 'Uma dupla quase dinâmica
- 2014 - "Pra Não Dizer Que Não Falei das Flores", tema de Plano Alto'
- 2015 - "Sinônimos", tema de Lívia e Felipe em Além do Tempo
- 2016 - "Avôhai", tema de Êta Mundo Bom!
- 2016 - "Chão de giz", tema de Maurício e Beatriz "Justiça"
- 2017 - "Garoto de aluguel", tema de "O Outro Lado do Paraíso"
- 2018 - "Canção agalopada", "Frevo mulher" e "Jardim das Acácias", temas de Onde Nascem os Fortes
- 2019 - "Entre a Serpente e a Estrela (Amarillo By Money)", tema de O Sétimo Guardião